# Le lour passé de Plume Latraverse Vol. III
Albums de Plume Latraverse
Chansons pour toutes sortes de monde Le Lour Passé De Plume Latraverse Vol. IV
Le Lour Passé de Plume Latraverse Vol III est un album de compilations de l'artiste Plume Latraverse.

## Liste des titres
Toutes les chansons sont écrites par Plume Latraverse, sauf mention contraire.
| No  | Titre                                        | Parution originale                               | Durée |
| --- | -------------------------------------------- | ------------------------------------------------ | ----- |
| 1.  | Brassette                                    | Insomnifère (Méphatormoses III) (1985)           |       |
| 2.  | Les Brassières                               | Plume pou digne (1974)                           |       |
| 3.  | New-Orleans                                  | All Dressed (1978)                               |       |
| 4.  | Pommes de route                              | Pommes de route (1975)                           |       |
| 5.  | Vivre dans une valise                        | Métamorphoses, Tome I (1982)                     |       |
| 6.  | Hygiène                                      | À deux faces (1976)                              |       |
| 7.  | Le Gamasinage                                | Les Mauvais Compagnons (Métaphormoses II) (1984) |       |
| 8.  | Minuit, chambre 8                            | Métamorphoses, Tome I (1982)                     |       |
| 9.  | Léon le caméléon                             | French Tour (1980)                               |       |
| 10. | Le Rock'n'roll du grand flanc mou            | Le vieux show son sale (1975)                    |       |
| 11. | Don Quichiotte                               | Livraison… par en arrière (1981)                 |       |
| 12. | Chanson à message                            | À deux faces (1976)                              |       |
| 13. | French Tour                                  | French Tour (1980)                               |       |
| 14. | La Bienséance (Latraverse-Faulkner-Aznavour) | Pommes de route (1975)                           |       |
| 15. | On peut pas tout avoir                       | Autopsie canalisée (1983)                        |       |
| 16. | Pleine lune (Latraverse-Faulkner)            | Pommes de route (1975)                           |       |
| 17. | Rideau (Latraverse-Grégoire)                 | Plume pou digne (1974)                           |       |
| 18. | 2 chiens, 1 os…                              | Livraison… par en arrière (1981)                 |       |
| 19. | Chanson longue et plate                      | Chirurgie plastique (1980)                       |       |
| 20. | Gaspoésie                                    | All Dressed (1978)                               |       |
| 21. | Chasse gardée                                | Insomnifère (Méphatormoses III) (1985)           |       |
| 22. | La décade danse                              | Autopsie canalisée (1983)                        |       |
| 23. | Chien fou                                    | Livraison… par en arrière (1981)                 |       |
| 24. | Ste-Toutoune Express                         | Chirurgie plastique (1980)                       |       |
| 25. | Investissement ectoplasmique                 | Les Mauvais Compagnons (Métaphormoses II) (1984) |       |
| 26. | Cobaye Blues                                 | All Dressed (1978)                               |       |
| 27. | Ti-Jésus                                     | French Tour (1980)                               |       |
| 28. | Ainsi soit-il!                               | Insomnifère (Méphatormoses III) (1985)           |       |

1. ↑  Issue originellement de l'album en concert En noir et blanc de 1976, la version incluse sur le Lour passé est un réarrangement électrique de 1980 avec les Mauvais Compagnons.
2. ↑  La version du Lour passé est largement éditée; il ne reste plus que la saynète à la fin de la piste originale.
3. ↑  Issue originellement de l'album French Tour de 1980, la version incluse sur le Lour passé est le réenregistrement de 1981 avec les Mauvais Compagnons.
4. ↑  Issue originellement de l'album Triniterre de 1971, la version incluse sur le Lour passé est un réarrangement électrique de 1980 avec les Mauvais Compagnons.